# يحيشة (غيزانية)
يحيشة (بالفارسية: یحیشه) هي قرية تقع في إيران في قسم غيزانية الريفي. يقدر عدد سكانها بـ 19 نسمة بحسب إحصاء 2016.